# رفول شرقي
رفول شرقي (الاسم العلمي: Parotia helenae)، طائر متوسط القد يَطول حوالي 27 سم، ينتمي إلى فصيلة طائر الجنة. يستوطن الغابات الجبلية في جنوب شرق بابوا غينيا الجديدة.